# St. Jakobus (Leutenbach)

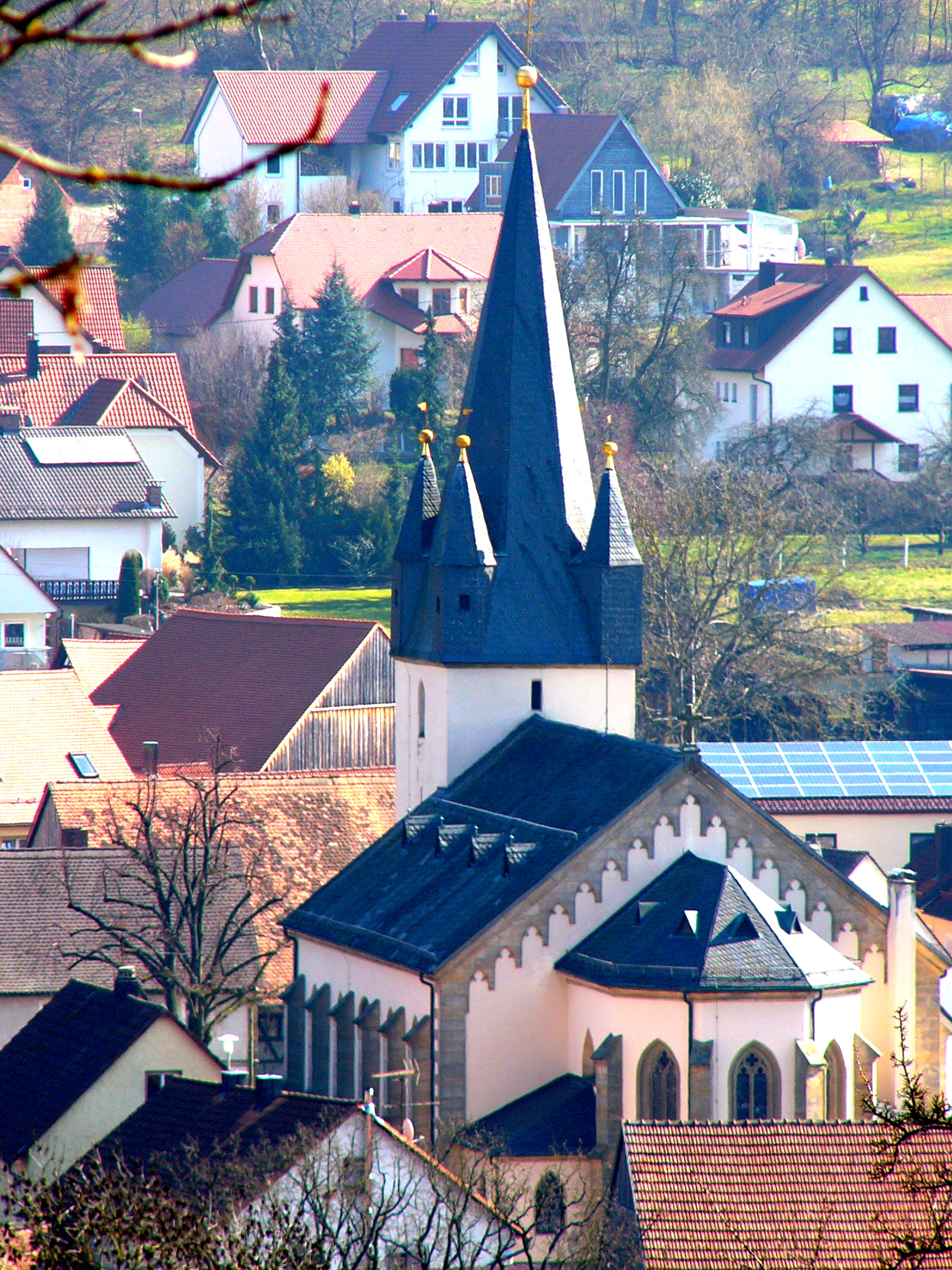
St. Jakobus (Leutenbach)

Die römisch-katholische, denkmalgeschützte Pfarrkirche St. Jakobus steht in Leutenbach, einer Gemeinde im Landkreis Forchheim (Oberfranken, Bayern). Das Gotteshaus mit dem Patrozinium des heiligen Jakobus der Ältere ist unter der Denkmalnummer D-4-74-147-1 als Baudenkmal in der Bayerischen Denkmalliste eingetragen. Die Pfarrei gehört zum Seelsorgebereich Fränkische Schweiz im Dekanat Forchheim des Erzbistums Bamberg.

## Beschreibung
Die neugotische Saalkirche wurde unter Beibehaltung des Chorturms des Vorgängerbaus aus der ersten Hälfte des 15. Jahrhunderts nach einem Entwurf von Friedrich Kratzer unter Mitwirkung von Franz Josef von Denzinger 1884/86 erbaut. Sie besteht aus einem Langhaus aus fünf Jochen, einem eingezogenen, dreiseitig geschlossenen Chor im Westen mit der nach Süden angebauten Sakristei und dem Fassadenturm im Osten, dem ehemaligen Chorturm, dessen schiefergedeckter, achtseitiger, spitzer Helm und die Ecktürmchen  jüngeren Datums sind. Die Wände des Langhauses und des Chors werden von Strebepfeilern gestützt. Das Langhaus überspannt eine Kassettendecke, den Chor ein Kreuzrippengewölbe.